# Governo provvisorio del Messico
Il Governo Provvisorio del Messico, ufficialmente chiamato Supremo Potere Esecutivo della Nazione Messicana, fu istituito con il decreto del congresso costituente il marzo 1823, e fu sciolto con l'inizio della presidenza di Guadalupe Victoria il 10 ottobre. Esso era un organo collegiale in cui fu dato il potere esecutivo tra la caduta del Primo Impero Messicano e la formazione della Prima Repubblica Federale.
Questo organo fu creato dal Congresso Costituente del 1823 con lo scopo di ricoprire le funzioni del potere esecutivo del Messico dopo l'abdicazione e il disprezzo dell'impero di Agustín de Iturbide, rovesciamento prodotto da una rivolta armata che culminò nel Piano Casa Mata. Questa ribellione significò la dissoluzione dell'Impero e l'esilio di Iturbide nel maggio 1823. In questo modo, mentre si definiva il futuro della Nazione messicana, si designava il Potere Esecutivo Supremo, come triumvirato per esercitare le funzioni di capo di Stato e di governo.
Nicolás Bravo, Guadalupe Victoria e Pedro Celestino Negrete furono nominati all'organo. Ma poiché i primi due non erano nella capitale, Mariano Michelena e Miguel Domínguez sono stati nominati come sostituti per coprirli. Successivamente sarebbe stato nominato un terzo sostituto: Vicente Guerrero. In questo periodo iniziò ad essere elaborata la Costituzione Federale del 1824, dove venne istituito un governo repubblicano, rappresentativo e federale. Questo governo provvisorio lasciò il posto alla prima presidenza del paese, guidata da Guadalupe Victoria, nel 1824.
Il progetto di costituzione fu presentato al dibattito il 1 aprile 1824, e approvato il 3 ottobre dello stesso anno su modello americano, e fu promulgato il 4, con il nome di Costituzione federale degli Stati Uniti messicani, 19 stati, 5 sono stati inclusi territori e un distretto federale.

## Storia
La rivoluzione del Plan de Casa Mata si concluse con il rovesciamento del Primo Impero Messicano e l'abdicazione di Agustín de Iturbide il 19 marzo 1823. Poiché il Piano Iguala non prevedeva l'istituzione di un governo centrale, poiché prevedeva solo l'insediamento di un nuovo Congresso, i rappresentanti delle province che avevano aderito al piano iniziarono i colloqui per stabilire un nuovo governo centrale. Allo stesso tempo i governi provinciali hanno iniziato a organizzarsi, c'è stato un periodo di confusione nel paese, le province di: Michoacán, Guanajuato, Querétaro, San Luis Potosí e alcune delle province dell'interno orientale hanno pianificato di incontrarsi in uno di loro e quindi discutere su come istituire un tale governo centrale.